# Szent Rigobert
Szent Rigobert (? – Gernicourt, 743) kora középkori frank egyházi személy.
Bencés-rendi szerzetes volt, innen emelkedett a Reims-i egyházmegye érseki méltóságába. Érsekként is szigorú életmódot folytatott, védte a szegényeket a gazdagok és hatalmasok kegyetlenkedései ellen, papjaitól pedig megkövetelte az egyház előírásai szerinti életet. Hogy a papok ezt könnyebben megvalósíthassák, Rigobert a szerzetesek módjára közös életre kötelezte őket. Ünnepét az egyház január 4-én üli.